# Herbert Alphonso
Herbert Alphonso (* 10. Juni 1930 in Bombay; † 15. Juni 2012) war ein indischer Jesuitenpriester.

## Leben
Er war zunächst Novizenleiter, dann Rektor und Professor des theologischen Kollegs in Kurseong und Rektor sowie Professor der Theologie am Päpstlichen Athenaeum in Jnana Deepa Vidyapeeth. 1979 wurde er als Direktor des Ignatianischen Zentrums der Spiritualität zum Generalat der Jesuiten nach Rom berufen. Er erwarb 1989 sein Doktorat in Spiritualität an der Pontificia Università Gregoriana. Seit 1992 (bis Ende 1999 war er Dekan der Fakultät) und bis zu seinem Tod 2012 war er Professor der Spirituellen Theologie sowie der Ignatianischen Spiritualität an der Pontificia Università Gregoriana.

## Schriften (Auswahl)
- Building up the church. An exegetico-theological inquiry into the New Testament teaching on edification. 1989, OCLC 311440917.
- Hg.: Gli esercizi spirituali di sant’Ignazio. Linguistica, storia, spiritualità : documenti del Solenne Atto Accademico dell’Istituto di Spiritualità della Pontificia Università Gregoriana, 6 marzo 1997. Rom 1998, OCLC 301956643.
- Hg.: Sant’Ignazio di Loyola: Esercizi spirituali. Testi complementari. Edizione bilingue, latino/italiano, spagnolo/italiano. Rom 2000, ISBN 8873572502.
- Die persönliche Berufung. Tiefgreifende Umwandlung durch die geistlichen Übungen. Münsterschwarzach 2020, ISBN 978-3-87868-469-5.